# Coppa Italia Dilettanti 2007-2008
La Coppa Italia Dilettanti 2007-2008 di calcio si disputa tra marzo 2008 e maggio 2008, la vincitrice accede direttamente alla serie D.

## Squadre partecipanti
| Regione                  | Vincitrice              | Finalista                | Risultato           | Partecipanti                                        |
| ------------------------ | ----------------------- | ------------------------ | ------------------- | --------------------------------------------------- |
| Abruzzo                  | Atessa                  | L'Aquila                 | 1 - 0 dts           | le 18 di Eccellenza                                 |
| Basilicata               | Irsinese                | Murese 2000              | 2 - 1 dts           | 32 (16 di Eccellenza e 16 di Promozione)            |
| Calabria                 | HinterReggio            | Praia                    | 2 - 1               | 48 (16 di Eccellenza e 32 di Promozione)            |
| Campania                 | Virtus Volla            | Battipagliese            | 0 - 0 dts (3-0 dcr) | 96 (32 di Eccellenza e 64 di Promozione)            |
| Emilia-Romagna           | Scandiano               | Copparese                | 3 - 2 dts           | le 36 di Eccellenza                                 |
| Friuli-Venezia Giulia    | Sevegliano              | Manzanese                | 0 - 0 (4-1 dcr)     | 48 (16 di Eccellenza e 32 di Promozione)            |
| Lazio                    | Palestrina              | Formia                   | 1 - 0               | 108 (36 di Eccellenza e 72 di Promozione)           |
| Liguria                  | Loanesi                 | Virtus Entella           | 2 - 0               | 48 (16 di Eccellenza e 32 di Promozione)            |
| Lombardia                | Gavirate                | Dellese                  | 3 - 1               | le 54 di Eccellenza                                 |
| Marche                   | Bikkembergs Fossombrone | Elpidiense Cascinare     | 1 - 1 dts (7-6 dcr) | le 18 di Eccellenza                                 |
| Molise                   | Atletico Trivento       | San Giacomo Basso Molise | 1 - 1 dts (6-5 dcr) | 32 (16 di Eccellenza e 16 di Promozione)            |
| Piemonte e Valle d'Aosta | Pro Settimo & Eureka    | Bra                      | 1 - 0 e 2 - 2       | le 32 di Eccellenza                                 |
| Puglia                   | Francavilla             | Victoria Locorotondo     | 1 - 0               | 50 (18 di Eccellenza e 32 di Promozione)            |
| Sardegna                 | Terralba                | Taloro Gavoi             | 2 - 1               | le 16 di Eccellenza                                 |
| Sicilia                  | Palazzolo               | Mazara                   | 4 - 0               | 31 di Eccellenza                                    |
| Toscana                  | Barberino di Mugello    | Forte dei Marmi          | 1 - 0 e 3 - 0       | le 32 di Eccellenza                                 |
| Trentino-Alto Adige      | Alense Vivaldi          | Stegen Harpf             | 1 - 0 dts           | 48 (16 di Eccellenza e 32 di Promozione)            |
| Umbria                   | Todi                    | Trestina                 | 1 - 0               | le 18 di Eccellenza                                 |
| Veneto                   | Legnago                 | Albignasego              | 2 - 1               | 96 (32 di Eccellenza e 64 di Promozione)            |
|                          |                         |                          |                     | Totale: 861 (469 di Eccellenza e 392 di Promozione) |

## La prima fase eliminatoria a gironi
Le 19 squadre partecipanti al primo turno (12-19 marzo - 2 aprile) sono state divise in 8 gironi:
- i gironi A, D e G sono composti da 3 squadre;
- i gironi B, C, E, F ed H sono composti da 2 squadre.

I gironi sono stati sorteggiati come segue:
| Girone A              | Girone B      | Girone C       | Girone D                | Girone E | Girone F          | Girone G            | Girone H     |
| --------------------- | ------------- | -------------- | ----------------------- | -------- | ----------------- | ------------------- | ------------ |
| Gavirate              | Legnago Salus | Alense Vivaldi | Barberino Di Mugello    | Formia   | Atessa            | Francavilla Fontana | Palazzolo    |
| Loanesi San Francesco | Sevegliano    | Scandiano      | Bikkembergs Fossombrone | Terralba | Atletico Trivento | Irsinese            | HinterReggio |
| Pro Settimo & Eureka  |               |                | Todi                    |          |                   | Virtus Volla        |              |

### Girone A
| Squadra                 | P.ti | G | V | N | P | GF | GS | DR |
| ----------------------- | ---- | - | - | - | - | -- | -- | -- |
| 1. Pro Settimo & Eureka | 6    | 2 | 2 | 0 | 0 | 6  | 1  | +5 |
| 2. Gavirate             | 3    | 2 | 1 | 0 | 1 | 2  | 3  | -1 |
| 3. Loanesi              | 0    | 2 | 0 | 0 | 2 | 0  | 4  | -4 |

| 12 marzo 2008, ore 15:00 | Gavirate | 1 – 0 | Loanesi |  |

| 19 marzo 2008, ore 15:00 | Loanesi | 0 – 3 | Pro Settimo & Eureka |  |

| 2 aprile 2008, ore 16:00 | Pro Settimo & Eureka | 3 – 1 | Gavirate |  |

### Girone B
| 12 marzo 2008, ore 15:00 | Sevegliano | 2 – 2 | Legnago |  |

| 19 marzo 2008, ore 15:00 | Legnago | 1 – 0 | Sevegliano |  |

Qualificato: Legnago Salus

### Girone C
| 19 marzo 2008, ore 15:00 | Alense Vivaldi | 0 – 3 | Scandiano |  |

| 2 aprile 2008, ore 16:00 | Scandiano | 3 – 2 | Alense Vivaldi |  |

Qualificato: Scandiano

### Girone D
| Squadra                    | P.ti | G | V | N | P | GF | GS | DR |
| -------------------------- | ---- | - | - | - | - | -- | -- | -- |
| 1. Bikkembergs Fossombrone | 4    | 2 | 1 | 1 | 0 | 2  | 0  | +2 |
| 2. Todi                    | 4    | 2 | 1 | 1 | 0 | 2  | 0  | +2 |
| 3. Barberino di Mugello    | 0    | 2 | 0 | 0 | 2 | 0  | 4  | -4 |

| 12 marzo, ore 2008 | Todi | 2 – 0 | Barberino di Mugello |  |

| 19 marzo 2008, ore 15:00 | Barberino di Mugello | 0 – 2 | Bikkembergs Fossombrone |  |

| 2 aprile 2008, ore 16:00 | Bikkembergs Fossombrone | 0 – 0 | Todi |  |

- Bikkembergs Fossombrone qualificato per estrazione

### Girone E
| 12 marzo 2008, ore 15:00 | Formia | 2 – 0 | Terralba |  |

| 19 marzo 2008, ore 15:00 | Terralba | 2 – 2 | Formia |  |

Qualifitato:  Formia

### Girone F
| 12 marzo 2008, ore 15:00 | Atessa Val di Sangro | 0 – 0 | Atletico Trivento |  |

| 2 aprile 2008, ore 16:00 | Atletico Trivento | 2 – 1 | Atessa Val di Sangro |  |

Qualifitato: Atletico Trivento

### Girone G
| Squadra         | P.ti | G | V | N | P | GF | GS | DR |
| --------------- | ---- | - | - | - | - | -- | -- | -- |
| 1. Virtus Volla | 4    | 2 | 1 | 1 | 0 | 3  | 1  | +2 |
| 3. Francavilla  | 2    | 2 | 0 | 2 | 0 | 2  | 2  | 0  |
| 4. Irsinese     | 1    | 2 | 0 | 1 | 1 | 1  | 3  | -2 |

| 12 marzo 2008, ore 15:00 | Irsinese | 1 – 1 | Francavilla |  |

| 19 marzo 2008, ore 15:00 | Virtus Volla | 2 – 0 | Irsinese |  |

| 2 aprile 2008, ore 16:00 | Francavilla | 1 – 1 | Virtus Volla |  |

### Girone H
| 12 marzo 2008, ore 15:00 | HinterReggio | 1 – 0 | Palazzolo |  |

| 26 marzo 2008, ore 15:00 | Palazzolo | 2 – 1 | HinterReggio |  |

Qualificato:  HinterReggio

## Fase a eliminazione diretta

### Quarti di Finale
| Squadra 1         | Totale | Squadra 2               | Andata     | Ritorno    |
| ----------------- | ------ | ----------------------- | ---------- | ---------- |
|                   |        |                         | 09.04.2008 | 16.04.2008 |
| Legnago           | 2 - 3  | Pro Settimo & Eureka    | 1 - 1      | 1 - 2      |
| Scandiano         | 2 - 0  | Bikkembergs Fossombrone | 2 - 0      | 0 - 0      |
| Atletico Trivento | 3 - 1  | Formia                  | 2 - 0      | 1 - 1      |
| HinterReggio      | 3 - 2  | Virtus Volla            | 1 - 1      | 2 - 1      |

### Semifinali
| Squadra 1            | Totale | Squadra 2         | Andata     | Ritorno    |
| -------------------- | ------ | ----------------- | ---------- | ---------- |
|                      |        |                   | 23.04.2008 | 30.04.2008 |
| Pro Settimo & Eureka | 4 - 1  | Scandiano         | 3 - 1      | 1 - 0      |
| HinterReggio         | 7 - 4  | Atletico Trivento | 3 - 3      | 4 - 1      |

### Finale
| Squadra 1            | Risultato   | Squadra 2    |
| -------------------- | ----------- | ------------ |
| Pro Settimo & Eureka | 1 - 3 (dts) | HinterReggio |

| Arbitro: | La Penna (Roma 1) |

| |            | |
| Cresta 69’ | Marcatori  | 90+1’ 116’ Scudieri 120’ Longo |
| · Gaudio Pucci · Sasso · Di Benedetto · Falco · Maina · Romeo · (62' Viberti ) Nastasi · Ragagnini · (76' Becchio) Minniti · (57' Ferone) D'Agostino · Cresta | Formazioni | · Fiumanò · Cutrupi (78' Parlongo) · Falduto · Bilotta · Criaco · Mammolenti (84' Corigliano ) · Settecase · Laurendi (63' Longo ) · Trunfio · Crucitti · Scudieri |
| Frara | Allenatori | Borghetto |